# Take off (economia)
Il take off è una fase del decollo economico nella teoria degli stadi lineari di Walt Whitman Rostow. Durante tale fase sorgono nuove élite politico - economiche, il nazionalismo è reattivo, sono implementate politiche pubbliche per la trasformazione dell'agricoltura, il tasso di investimento e il tasso di risparmio salgono al 10% del reddito nazionale, i profitti vengono reinvestiti nella produzione. Tale fase è quella centrale del processo di sviluppo considerato universale in tutti i Paesi.